# Andrej Pavlovitsj Kirilenko
Andrej Pavlovitsj Kirilenko  (Russisch: Андрей Павлович Кириленко) (Alexejevka, Oblast Belgorod, 8 november 1906 - Moskou, 12 mei 1990) was in het midden van de twintigste eeuw een Sovjet-Russisch staatsman. Hij stamde uit een Russische arbeidersklasse-familie. 
In de jaren 1920 studeerde hij aan een lokale school voor beroepsonderwijs. Nadat hij in 1931 lid was geworden Communistische Partij van de Sovjet-Unie volgde hij in de 1930 een studie aan het vliegtuigbouw technologie-instituut van Rybinsk. Zoals veel tijdgenoten beklom hij de Sovjet-hiërarchie door middel van de "industriële ladder". 
In de jaren 1960 was hij vicevoorzitter van de Bureau van het Centrale Comité van de Russische Socialistische Federatieve Sovjetrepubliek (RSFSR). Na het gedwongen ontslag van Nikita Chroesjtsjov was Kirilenko een van Leonid Brezjnevs "luitenants" in het Centraal Comité. In 1962 werd hij lid het politbureau van de CPSU en in 1966 tevens een van de partijsecretarissen. 
Kirilenko was een belangrijke vertrouweling en steunpilaar van Brezjnev en werd in het Westen lange tijd gezien als een sterke kandidaat voor diens opvolging. Na het overlijden van Brezjnev in 1982 was het echter een meer hervormingsgezinde stroming binnen de partij die het pleit won. Kort na de machtsovername door voormalig KGB-chef Joeri Andropov, op 22 november 1982, werd de inmiddels dementerende Kirilenko tot aftreden gedwongen. Hij kreeg een eervol pensioen en overleed in 1990 op 83-jarige leeftijd.